# Центар Миленијум
Центар „Миленијум“ је спортска дворана и пословни центар у Вршцу. Градња објекта је почела 1998. а отворен је 5. априлa 2001. године. Капацитет дворане је 5.000 места, а површина велике спортске дворане је 4.000 m². Пројектовао га је архитекта Петар Арсић КК Вршац игра своје утакмице као домаћин у центру „Миленијум“.
Центар „Миленијум“ је био домаћин групе А Европског првенства у кошарци 2005. у Србији и Црној Гори. Тимови који су играли: Русија, Немачка, Италија и Украјина. Поред Београда, Вршац и Центар „Миленијум“ је био домаћини Летње Универзијаде 2009. У Центру „Миленијум“ играла се кошарка и у мушкој и женској конкуренцији. Такође, у Миленијуму су игране утакмице групе Д прве групне фазе Европско првенство за мушкарце у рукомету 2012, као и групе Д прве групне фазе Европског првенства за жене у рукомету 2012.